# Microphis caudocarinatus
Microphis caudocarinatus é uma espécie de peixe da família Syngnathidae.
É endémica da da Nova Guiné Ocidental na Indonésia.